# (255989) Dengyushian
(255989) Dengyushian – planetoida pasa głównego. Została odkryta 15 października 2006 przez dwóch astronomów chińskich: Chi-Sheng Lina oraz Quanzhi Ye. (255989) Dengyushian okrąża Słońce w ciągu 5,02 roku w średniej odległości 2,93 j.a.
Planetoidzie tej nadano nazwę pochodzącą od nazwiska chińskiego kompozytora muzyki ludowej Deng Yuxiana (1906–1944).
Obiekt ten nosił wcześniej tymczasowe oznaczenie 2006 TU94.